# 西格蒙德·索普
西格蒙德·索普（挪威語：Sigmund Thorp，1957年3月13日—）是一位挪威指揮家，活躍於挪威及國際，在挪威當代作品的領域素有名聲，曾指揮三百五十部以上的挪威作品。他與奧斯陸小交響樂團、卑爾根的BIT-2O樂團首演了多部挪威作曲家作品。
索普是1989年比爾（Biel）國際指揮大賽首獎，1994年的奧-匈國際指揮大賽則獲得二獎。曾在倫敦同Norman del Mar、Christopher Adey學習管弦樂指揮，也曾在Karsten Andersen門下學習。目前，他任教於挪威音樂學院，為該校副教授，執教於樂團，於啟發學生的興趣方面有所貢獻。索普是奧斯陸新樂團（Nye Ensemble）的藝術總監，該樂團於1998年4月首次亮相。
索普曾在布加勒斯特國際指揮大賽擔任評委團主席，以及在倫敦三一學院、布拉格表演艺术学院、的里雅斯特塔替尼（Tartini）音樂院、奧地利格拉茨藝術大學等地講學。2021年8月起，在國立臺灣師範大學擔任客座指揮教授迄今。

## 外部連結
- 挪威音樂學院的教職員資訊 （页面存档备份，存于）
- 布加勒斯特國際指揮大賽的評委資訊 （页面存档备份，存于）
- 西格蒙德·索普的Discogs页面（英文）